# ロリ・パウロ・サンドリ
ロリ・パウロ・サンドリ（ポルトガル語: Lori Paulo Sandri、1949年1月29日 - 2014年10月3日）は、ブラジル出身のサッカー選手、サッカー指導者。通称ロリ・サンドリ（Lori Sandri）、もしくはロリ（Lori）。選手時代のポジションはボランチ。

## 来歴
2002年、東京ヴェルディ1969のヘッドコーチに就任。4月にチームの成績不振により小見幸隆の後任として監督に就任。チームを立て直し、後期には4位となる。しかし、翌2003年は、一転リーグ戦開幕から7試合で1勝6敗となり、5月に監督を退任した。

## 選手経歴
- ECアグア・ヴェルデ（ポルトガル語版） 1966-1968
- リオ・ブランコ-PR（ポルトガル語版） 1969
- CAセレト（ポルトガル語版） 1970
- アトレチコ・パラナエンセ 1971-1972
- ロンドリーナEC 1973
- ピニェイロス-PR 1974-1976

## 指導歴
- ウベラバSC（ポルトガル語版） 1977-1978
- アトレチコ・パラナエンセ 1979
- クリシューマEC 1981
- ボタフォゴFC 1982
- アトレチコ・パラナエンセ 1983
- サンタクルスFC 1984
- グアラニFC 1985-1986
- クリシューマEC 1987
- アル・シャバブ 1988-1989
- アル・イテファク 1990
- クリシューマEC 1991
- アル・シャバブ 1992-1993
- アル・イテファク 1994
- クリシューマEC 1994
- スポルチ・レシフェ 1995
- コリチーバFC 1995
- アル・アイン 1996
- UAE代表 1997
- ECジュベントゥージ 1998
- アル・ヒラル 1999
- コリチーバFC 2000
- ボタフォゴFC 2001
- ゴイアスEC 2001
- 東京ヴェルディ1969 ヘッドコーチ 2002
- 東京ヴェルディ1969 2002-2003
- クリシューマEC 2003
- ECヴィトーリア 2003
- クリシューマEC 2004
- グアラニFC 2004
- SCインテルナシオナル 2004
- パラナ・クルーベ 2005
- アトレチコ・ミネイロ 2005-2006
- アメリカ-RN 2007
- セルトンジーニョFC 2008
- CSマリティモ 2008-2009.2
- サンタクルスFC 2010
- ECノロエスチ 2011
- ボタフォゴ-SP 2012